# Huracán Katia (2017)
El huracán Katia fue el huracán más intenso en la Bahía de Campeche desde el huracán Karl en 2010. La undécima tormenta y sexto huracán de la inusualmente activa temporada de huracanes del Atlántico de 2017, Katia se originó el 5 de septiembre, en una amplia área de baja presión que se formó en la Bahía de Campeche. Ubicada en un área de corrientes direccionales débiles, Katia serpenteaba en la región y eventualmente se intensificó en un huracán el 6 de septiembre. La tormenta naciente finalmente alcanzó un máximo de 105 mph (165 km/h) huracán de categoría 2 en la escala de huracanes de Saffir-Simpson, mientras comenzó a moverse hacia el suroeste. Sin embargo, la interacción con la tierra comenzó a debilitar el huracán a medida que se acercaba a la costa del Golfo de México. A principios del 9 de septiembre, Katia tocó tierra cerca de Tecolutla a una intensidad de huracán mínima. La tormenta se disipó rápidamente varias horas después, aunque su circulación de nivel medio se mantuvo intacta y luego generó lo que se convertiría en el huracán Otis en el Pacífico oriental.
Al menos 53 municipios en México fueron afectados por Katia. Las fuertes lluvias dejaron inundaciones y numerosos deslizamientos de tierra, con 65 deslizamientos en la ciudad de Xalapa solo. Aunque se desconocen las estimaciones de daños, los informes preliminares indicaron que 370 casas se inundaron. Se confirmó que tres muertes estaban relacionadas con el huracán, dos de ellas por deslizamientos de tierra y una por ser barrida por las inundaciones. Aproximadamente 77,000 personas se quedaron sin energía a la altura de la tormenta. Casualmente, la tormenta golpeó a México pocos días después de que un gran terremoto sacudiera el país, empeorando las consecuencias y la recuperación. El huracán Katia marcó la primera instancia de tres huracanes simultáneamente activos desde 2010. El pico de Katia marcó la segunda vez conocida en la historia del Atlántico y la primera vez desde 1893 en que tres tormentas simultáneamente activas fueron al menos de fuerza de Categoría 2.

## Historia meteorológica

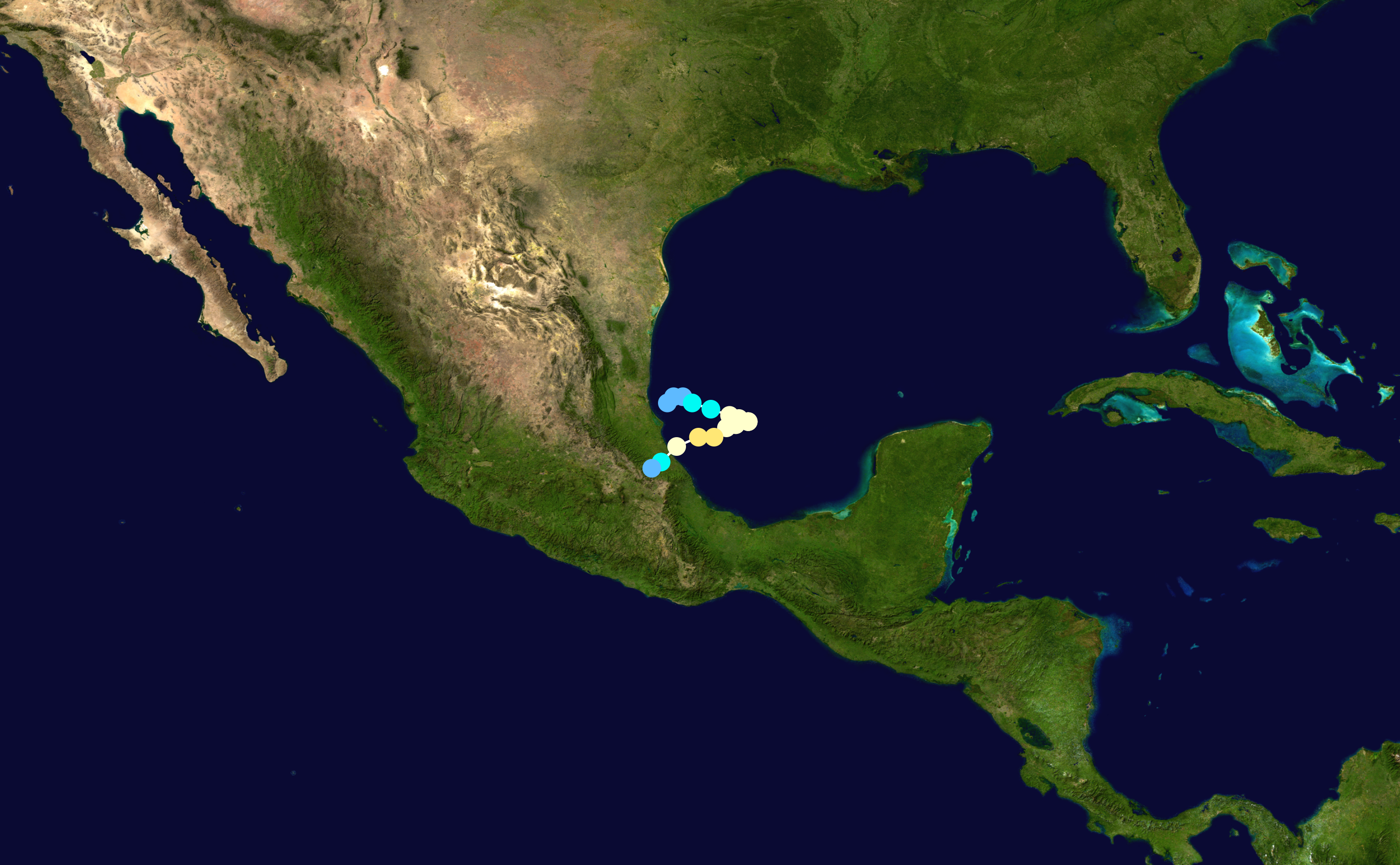
Mapa que traza la trayectoria y la intensidad de la tormenta, de acuerdo con la escala de huracanes de Saffir-Simpson

El 24 de agosto de 2017, una onda tropical emergió en el Océano Atlántico desde la costa oeste de África. Aunque un área concentrada de convección profunda acompañó a la ola, la actividad de las tormentas eléctricas pronto disminuyó, y la ola avanzó hacia el oeste a través del Atlántico y el Mar Caribe con poco desarrollo durante más de una semana. El sistema posteriormente interactuó con una vaguada de nivel medio sobre el golfo oriental de México el 3 de septiembre y el Centro Nacional de Huracanes (NHC, por sus siglas en inglés) comenzó a monitorearlo por posible ciclogénesis tropical, a pesar de las condiciones ambientales desfavorables. Situado sobre la península de Yucatán y la bahía adyacente de Campeche, el sistema produjo actividades desorganizadas de lluvia y tormentas eléctricas. En los días posteriores, las condiciones se volvieron más propicias para el desarrollo. Una circulación en la superficie bien definida se formó el 5 de septiembre y, por lo tanto, el sistema se convirtió en una depresión tropical a las 12:00 UTC, aproximadamente 40 millas (65 km) al este de la línea del estado Tamaulipas-Veracruz. El Centro Nacional de Huracanes inició avisos sobre la depresión tropical trece a las 21:00 UTC, después de que los datos de ASCAT indicaran una circulación bien definida y vientos de 35 mph (56 km/h). Ubicada en un área de débiles corrientes de dirección, la depresión se desvió lentamente hacia el este. Con la disminución gradual de la cizalladura del viento y las temperaturas cálidas de la superficie del mar, el sistema se intensificó en la tormenta tropical Katia el 6 de septiembre, a medida que la convección se organizaba mejor.

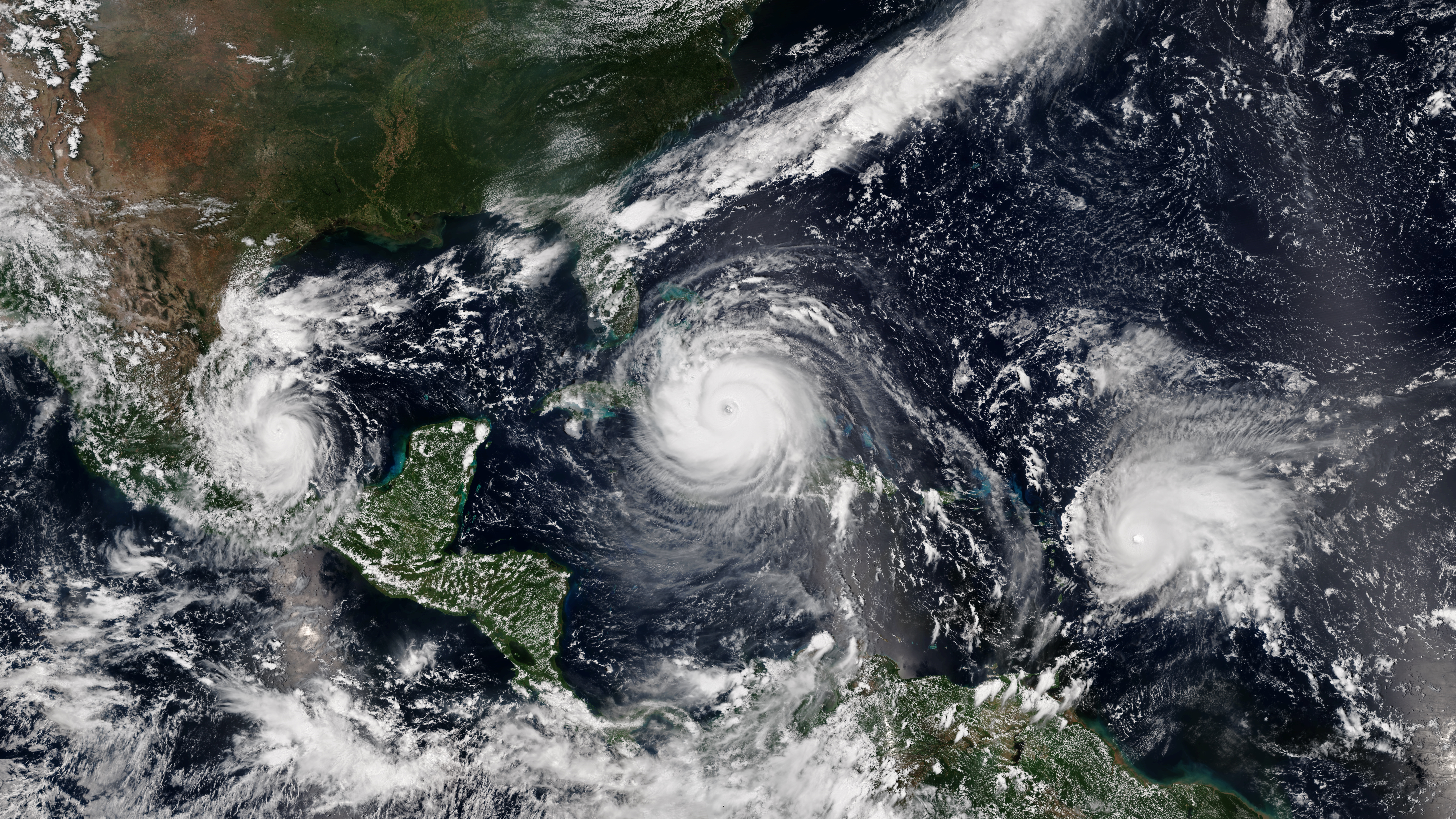
Katia (izquierda) amenaza el este de México durante la primera aparición de tres huracanes activos del Atlántico desde 2010. Los huracanes Irma y José se pueden ver a la derecha de Katia.

Un vuelo de reconocimiento de la aeronave a la tormenta más tarde, el 6 de septiembre, encontró un parabrisas parcial y vientos de superficie de 76 mph (122 km/h); sobre esa base, el Centro Nacional de Huracanes elevó a Katia al estado de huracán. La convección se organizó en un centro denso cubierto cuando el sistema se detuvo. Dado que Irma y José también fueron huracanes al mismo tiempo que Katia, fue la primera vez que se produjeron tres huracanes simultáneos en la cuenca del Atlántico desde Igor, Julia y Karl en 2010. El 7 de septiembre, una cresta en desarrollo sobre el norte del Golfo de México hizo que Katia girara de oeste a suroeste mientras continuaba fortaleciéndose lentamente. El ciclón se intensificó en un huracán de categoría 2 en la escala de huracanes de Saffir-Simpson a las 12:00 UTC del 8 de septiembre; esto solo marcó la segunda vez en el registro, la otra en 1893, que tres huracanes de intensidad de al menos categoría 2 existían simultáneamente en la cuenca del Atlántico. Seis horas más tarde, Katia alcanzó la intensidad máxima con vientos máximos sostenidos de 105 mph (165 km/h) y una presión mínima de 972 mbar (hPa; 28.70 inHg). A partir de entonces, mientras Katia se acercaba a la costa de Veracruz, su circulación comenzó a interactuar con la tierra, causando que se debilitara rápidamente. Alrededor de las 03:00 UTC del 9 de septiembre, Katia tocó tierra en Tecolutla como un débil huracán de categoría 1. Cruzando el terreno accidentado del este de México, el sistema se debilitó rápidamente y se disipó alrededor de las 18:00 UTC. Los remanentes de Katia viajaron a través de América Central y luego emergieron sobre el Océano Pacífico, donde contribuyeron al desarrollo de la depresión tropical Quince-E. Este nuevo sistema se fortaleció luego en el huracán Otis aproximadamente una semana después.

## Preparaciones e impacto

Bucle satelital de Katia se debilita rápidamente antes de tocar tierra en Veracruz el 9 de septiembre

En preparación para la tormenta, se emitieron avisos y avisos de ciclones tropicales en el estado de Veracruz. A las 21:00 UTC del 6 de septiembre de 2017, se emitió una alerta de huracán desde Tuxpan a la Central Nuclear de Laguna Verde, antes de extenderse hacia el norte hasta Cabo Rojo a las 03:00 UTC del día siguiente. La alerta de huracán se actualizó a una alerta de huracán a las 09:00 UTC del 7 de septiembre, mientras que se emitió una advertencia de tormenta tropical desde Cabo Rojo hasta el río Pánuco y desde Laguna Verde hasta la ciudad de Veracruz. Las advertencias se redujeron y se descontinuaron cuando Katia se mudó al interior y se disipó, con todas las advertencias canceladas a las 12:00 UTC del 9 de septiembre. Más de 4,000 residentes fueron evacuados de los estados de Veracruz y Puebla. El Servicio Meteorológico Nacional (SMN) advirtió a los residentes y turistas que no visiten Popocatépetl y Pico de Orizaba debido a la posibilidad de lahares. La Protección Civil emitió una alerta roja, el nivel más alto, para el norte y centro de Veracruz, así como para el norte y el este de Puebla. Se declaró una alerta naranja para el sur de Tamaulipas y el centro y sur de Puebla. La agencia decretó una alerta amarilla para el sur de Veracruz, este de Hidalgo; norte de Oaxaca; Puebla central y sur; y Tlaxcala. Se publicó una alerta verde para la Ciudad de México, el Estado de México y el este de San Luis Potosí. Además, se emitió una alerta azul, el nivel más bajo, para Morelos y Querétaro.
Katia tocó tierra cerca de Tecolutla en Veracruz como un huracán de categoría 1 el 9 de septiembre. El ciclón trajo inundaciones, aludes y vientos fuertes a las áreas recientemente devastadas por el terremoto más dañino de México en más de 100 años. El total más alto de lluvia en 24 horas en relación con el huracán fue de 11 pulgadas (280 mm) en Canseco, Veracruz. Varias carreteras se cerraron debido a la inundación, mientras que los primeros informes indicaron que alrededor de 370 casas se inundaron. Katia causó daños en al menos 53 de los municipios de México, aunque el daño en cada comunidad fue generalmente mínimo. Alrededor de 5.43 pulgadas (138 mm) de precipitación cayeron en Xalapa, equivalente a casi dos meses de lluvia. Las fuertes lluvias provocaron 65 deslizamientos de tierra en 20 barrios de la ciudad e inundaron 65 viviendas. Dos muertes fueron reportadas debido a los deslizamientos de tierra. La tormenta derribó 22 árboles y varias ramas en la ciudad. Otra muerte ocurrió después de que un hombre fue arrastrado por las aguas de la inundación en Jalcomulco. Cerca de 77,000 residentes se quedaron sin electricidad a la altura de la tormenta. Los daños infraestructurales se estimaron en MXN$ 7.2 millones (USD$ 407,000), mientras que la pérdida del seguro se estimó en MXN$50.5 millones (USD$ 2.85 millones).
Después de la tormenta, se solicitó a la Secretaría del Interior que declarara el estado de emergencia en 40 municipios, otorgando la autoridad para utilizar fondos federales para la ayuda en casos de desastre. La solicitud fue aprobada. El gobierno federal, en coordinación con el ejército mexicano, distribuyó aproximadamente 30,000 litros de agua y alimentos para unas 25,000 personas, particularmente en las cercanías de Xalapa. El Secretario de Desarrollo Agropecuario, Rural, Pesca y Alimentación (SEDARPA) distribuyó MX $ 2.13 millones (US $ 120,000) a los agricultores afectados por el huracán. Como parte del esfuerzo de socorro, varias organizaciones estudiantiles en la Universidad de Cornell comenzaron a recaudar fondos para las víctimas del huracán Katia, así como a los huracanes Irma y María.